# Eidsivatingslagen
Eidsivatingslagen (fornnorska: Eiðsifaþings-lǫg) var den gamla huvudlagen för sydöstra Norges tingsförening, vars tingsställe (Heiðsævisþing och, senare, Eiðsifaþing) var Eidsvoll.
Sagorna uppger Halfdan Svarte som lagstiftare för Oplandene, vilka var huvudlandskapet i Eidsivatingslaget. Först omfattade detta endast Heina-, Hada- och Rauma-fylkena, men sedermera tillkom Gudbrands- och Österdalarna. Av lagen finns kvar endast den kristna rätten (upptecknad 1152-62) och ett litet fragment av den världsliga rätten. I nyare tid kallades detta tingslag "Oplandenes lagdöme" och bestod som sådant till 1797.
Namnet Eidsivating finns kvar idag (2012) i "Eidsivating lagmannsrett", högre domstolen (hovrätten) i Hamar, en av sex sådana domstolar i Norge.